# Euochin
Euochin Prószyński, 2018 è un genere di ragni appartenente alla famiglia Salticidae.

## Distribuzione
Le 9 specie note sono state reperite in Cina (5 specie), in Micronesia (2 specie), nel Vietnam e nelle Filippine.

## Tassonomia
Per la descrizione delle caratteristiche di questo genere sono stati esaminati gli esemplari tipo di Euophrys atrata Song & Chai, 1992.
Non sono stati esaminati esemplari di questo genere dal 2021.
Attualmente, a febbraio 2022, si compone di 9 specie:
1. Euochin albopalpalis (Bao & Peng, 2002) — Cina, Taiwan
2. Euochin atrata (Song & Chai, 1992)[2] — Cina
3. Euochin bulbus (Bao & Peng, 2002) — Cina, Taiwan
4. Euochin kororensis (Berry, Beatty & Prószyński, 1996) — Micronesia (isole Caroline)
5. Euochin luzonica Logunov, 2020 — Filippine (isola di Luzon)
6. Euochin poloi (Zabka, 1985) — Vietnam
7. Euochin subwanyan (Wang & Li, 2020) — Cina, Taiwan
8. Euochin wanyan (Berry, Beatty & Prószyński, 1996) — Micronesia (isole Caroline)
9. Euochin yaoi Wang & Li, 2021 — Cina